# Declaració Universal dels Drets Lingüístics
La Declaració Universal dels Drets Lingüístics va ser aprovada a Barcelona durant la Conferència Mundial de Drets Lingüístics, celebrada del 6 al 9 de juny de 1996 per iniciativa del Comitè de Traduccions i Drets Lingüístics del PEN Club Internacional i el CIEMEN; va comptar amb el suport moral i tècnic de la Unesco, la participació de 66 organitzacions no governamentals (ONG), 41 centres PEN i 41 experts internacionals en jurisprudència lingüística. L'objecte principal de la Declaració és promoure els drets lingüístics, especialment llengües amenaçades.
El text de la Declaració va ser presentat davant el representant del Director General de la UNESCO; considera la diversitat lingüística i cultural existent al món i rebutja l'homogeneïtzació cultural forçada, defineix el concepte de llengua pròpia d'un territori, reconeix drets lingüístics individuals (dret a ser reconegut membre d'una comunitat lingüística, dret a l'ús públic i privat d'una llengua…) i drets lingüístics col·lectius (dret a disposar de serveis culturals, dret a la presència equitativa de la llengua i la cultura en els mitjans de comunicació…).

## Estructura i continguts de la Declaració
La declaració consta d'un text preliminar, un preàmbul i 52 articles, dividits en tres Títols (un de preliminar i dos més):
- Títol preliminar: Precisions conceptuals (estableix definicions i conceptes; comunitat lingüística, grup lingüístic, relació d'integració…)
- Títol primer: Principis generals (dret de les comunitats lingüístiques a organitzar-se, a preservar i promoure el seu sistema lingüístic; igualtat de les comunitats lingüístiques en drets…)
- Títol segon: Règim lingüístic general (dividit en 5 seccions):
  - Secció I: Administració pública i òrgans oficials
  - Secció II: Educació
  - Secció III: Onomàstica
  - Secció IV: Mitjans de comunicació i noves tecnologies
  - Secció V: Cultura
  - Secció VI: Àmbit socioeconòmic

## Comitè de seguiment
Paral·lelament, es va crear el Comitè de Seguiment de la Declaració Universal de Drets Lingüístics, formada per Josep-Maria Terricabras i Nogueras (PEN Club) com a president, Edixa Montiel (Consell Mundial de Pobles Indígenes) com a vicepresident, i Aureli Argemí i Roca (CIEMEN) com a secretari general. També en formen part com a vocals Anthony Fleischer (South African PEN Centre), Gisbert Jänicke (Finish PEN Centre), Aloysia G. Moguil (The Kadazandusun Language Foundation), Ignace Sanwidi (Maison de la UNESCO Burundi), György Szépe (Linguapax) i Piripi Walker (Maori Language Commission).
La comissió té com a finalitat preparar una Convenció Internacional de les Nacions Unides amb la finalitat de reforçar el pes moral de la Declaració amb les adhesions expressades, recollir noves idees i aportacions, i unir esforços per assolir una pau lingüística mundial justa i duradora, basada en el coneixement i reconeixement dels drets lingüístics. Forma part de l'Observatori de la Llengua Catalana.